# 维基百科历史

Wikipedia第二代標誌

Wikipedia的文字標誌

維基百科是一个在線的百科全書，可以被任何人編輯，并致力於向讀者提供免費的百科全書知識。自由線上百科全書的概念来自理查德·斯托曼，它始于2001年1月15日，其前身是創立於2000年3月的Nupedia，其主编为拉里·桑格，後發展為全球性的項目。Wikipedia一詞由桑格所取。維基百科現存最早的條目是 UuU，創建於2001年1月16日21時08分（UTC時間）

## 成立與發展

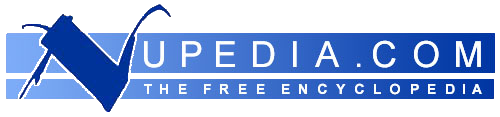
Nupedia本身的標誌。最初維基百科只是為輔助Nupedia的發展而設立，但之後其影響力漸漸取代了Nupedia，最終Nupedia在2003年9月宣布停止相關的服務內容

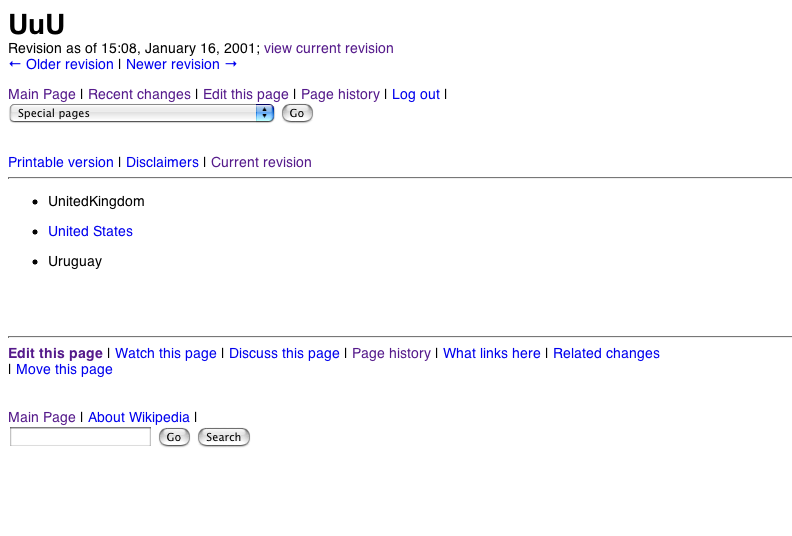
UuU條目，至今仍然存在。（以Nostalgia版面顯示）

### 創立
維基百科一開始其目的是作為英語網络百科全書Nupedia的互補項目所推出，同樣屬於免費百科全書計畫的Nupedia與今日的維基百科不同點在於裡面的文章仍然如同過去百科全書撰寫的方式，是由各方面專家編寫內容、經過審核以及同行評審後推出。Nupedia在2000年3月9日創立之後，一直持續接受入口網站公司Bomis的各式協助。Nupedia在創立之時便將其所有內容授權定為內容開放許可之下，之後在理查·斯托曼的建議之下將其文章協議改為更加明確的GNU自由文件授權條款，這也使得Nupedia在網路百科全書發展上還比維基百科來得早接受GFDL協議。儘管Bomis總裁暨執行長吉米·威爾斯原本是希望能夠推出一個真正能夠公開閱覽的百科全書，然而為了能夠協助Nupedia本身的發展威爾斯多次與其聘請的首席編輯拉里·桑格討論如何開發另一個更加開放且能提供大眾編輯的計畫來加以輔助。一直到2001年1月2日時，桑格在與另一名電腦程式設計師賓·科維茲（Ben Kovitz）在美國加利福尼亞州會面，而當時科維茲自己同時也是wiki程式的協同開發者之一。在他與於桑格見面後隨即向桑格解釋了wiki的整體概念與可能的使用方法，而桑格立刻想到wiki便可能是創建另一個更加開放百科全書計劃所需要的技術，而藉由這個頁面技術也能夠讓大眾更加輕鬆直接於網頁瀏覽器上修改條目內容。
2001年1月10日，桑格成功說服威爾斯在Nupedia郵件列表處另外建立一個wiki站點來作為Nupedia本身的「支線」項目。然而這項計畫的決定卻也引起其他Nupedia編輯人員的反彈，為此該項輔助計畫便重新命名為「維基百科」（Wikipedia），並作為另外一個英語網路百科全書的計畫於1月15日在「www.wikipedia.com」正式推出，桑格自己也在Nupedia郵件列表之處正式宣布該連結網站的成立。Wikipedia.com 与 Wikipedia.org 两个域名分别于2001年1月12日与1月13日注册。在網站創立後不久，維基百科便通過了「中立觀點」作為重要方針，而此方針也與Nupedia初期所制定的「無偏差內容」的規定相似。不過兩者相比之下早期的維基百科在方針制定上仍遠少於Nupedia，同時維基百科也一直作為獨立的網站自行運作，甚至最早位在伺服器和電纜線等硬體設備也是威爾斯以個人名義捐獻。2001年2月12日，英语维基百科超过1,000个条目，9月7日超过10,000个条目，2002年8月，条目数超过40,000。

#### 多語言化
德语维基百科是第一个非以英语为子网域的维基百科，始于2001年3月16日。2001年5月，13个非英语维基百科版本计划正式开始（包括阿拉伯语、中文、荷兰语、德语、世界语、 法语、希伯来文、意大利语、日语、葡萄牙语、俄语、西班牙语和瑞典语）。

### 快速發展

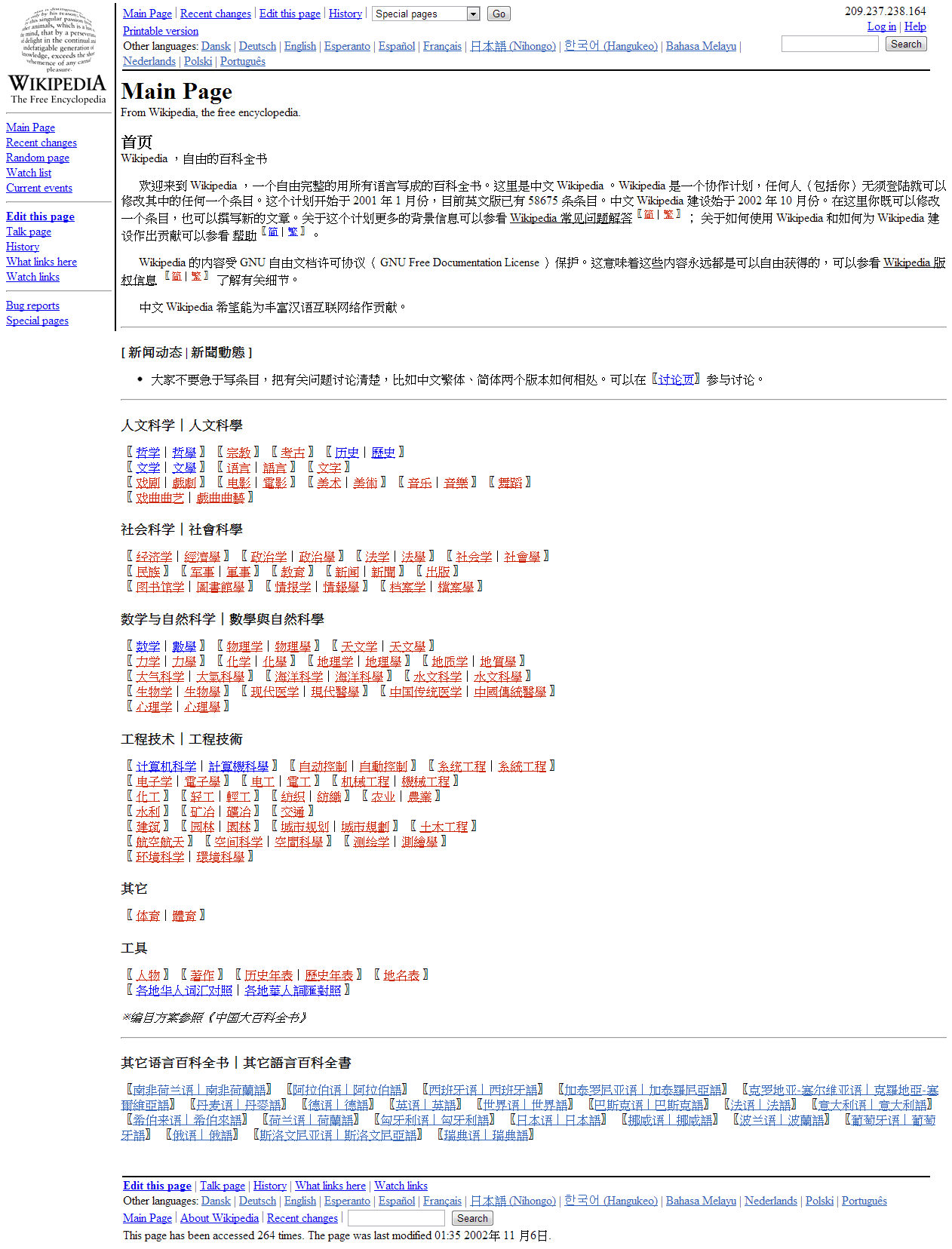
2002年11月6日的中文維基百科主頁

早期維基百科早期主要依靠Nupedia貢獻者來加以發展，例如桑格原本便是以受雇職員的身分來同時管理維基百科和Nupedia的運作；甚至在一些意見分歧的情況時，他也有權力在聽取各種意見後作出最終決定。但是隨維基百科一度資金短缺，同時面臨不同人際關係的問題等原因，桑格最終於2002年3月1日宣布辭去其於Nupedia和維基百科的相關職務，不過他仍然作為一名普通參與者繼續參與維基百科計劃。在這之後維基百科也沒有另外聘請編輯參與維基百科的計畫或者是管理維基百科的運作，而原先桑格的部分職務則由威爾斯以及其他維基百科管理員負責運作。其他如同桑格與威爾斯一般同樣有Bomis公司或者Nupedia受雇背景的維基百科用戶，包括同為Bomis創辦人之一的「Tim Shell」以及作為程式設計師「Jason Richey」和「Toan Vo」等人。
然而儘管維基百科最早設立的目的只是為了吸引更多民眾使用Nupedia，而桑格甚至在Nupedia網站中以「有趣的计划」（Fun project）形容維基百科。但是維基百科更具自由且開放性編輯的特性，反而吸引更多民眾使用維基百科並加以修改之，對此作為創辦人的桑格與威爾斯一開始也對於維基百科的發展感到十分驚訝。在著名科技網站Slashdot的3次報導之後維基百科開始受到資訊科技業界的關注，同時在Google等搜尋引擎的出現也促使維基百科平均一天便有數千次的瀏覽紀錄。其中作為維基百科最早語言版本的英語维基百科在2001年2月12日約有1,000篇文章，到了同年9月7日則已經突破10,000篇條目。到了維基百科計畫甫剛實施的2001年年底，在網站內便有超過20,000多篇條目由各地志願者創建，平均每個月可以增長將近1,500篇文章。之後維基百科計畫在條目數量上便一直呈現平穩增長，到了2002年8月30日時英語維基百科便已经有40,000多篇條目。同年10月時英語維基百科註冊用戶「Ram-Man」首次使用機器人軟體來編輯，藉由軟體的設計以從人口普查報告擷取有用資訊並自動增加在美國城市條目上，之後許多類似的軟體也陸陸續續使用於不同主題的條目上。
到了2003年1月，维基百科也在英文註冊用戶「Taw」編寫相應代碼後也開始支援TeX數學公式的表示。之後在2003年1月22日英語维基百科達到了10萬篇條目這一數字之後，再次被Slashdot報導與其相關的文章；而在2天之後，當時作為規模第二大的德語维基百科在條目數量上也達到1萬篇，成為第一個1萬篇條目的其他語言版本之維基百科計畫。到了2003年9月原本作為主要計畫的Nupedia宣布自身網路百科全書服務永久結束之後，該網站的文章內容也大多直接移植於英語維基百科上。2007年9月9日英語維基百科正式突破了200萬篇條目，成為有史以來世界上最大規模的百科全書，同時也打破了1407年所編寫的《永樂大典》其整整長達600多年的紀錄。
除了網站內的條目數量不斷增長之外，維基百科也陸續推出不同的語言版本以便其他來自不同語言地區的民眾使用。其實早在2001年3月15日時，威爾斯向郵件列表的用戶寄信提到希望能夠建立其他語言版本的維基百科，其中第一批語言版本包括有德語維基百科、法語維基百科和加泰羅尼亞語維基百科。2001年5月，13種非英語維基百科版本的計畫正式展開，這包括有阿拉伯語、中文、荷蘭語、德語、世界語、法語、希伯來語、義大利語、日語、葡萄牙語、俄語、西班牙語和瑞典語。同年9月時又有另外3種語言版本的維基百科宣佈成立，到了2001年年末時包括挪威語等語言版本的成立使得維基百科這時已經有18種語言版本。2002年年底維基百科增加到26種語言，2003年年底增長到擁有46種語言，到了2004年年底已經有161種語言的使用者參與維基百科的計畫。
此外維基百科也開始推動與其相關的姐妹計畫，在2002年12月時第一個姐妹計畫維基詞典。維基詞典設立的目的如同維基百科一般希望能夠建立一個包含所有語言、可以自由運用的詞典工具，也因此與维基百科除了是於同一個伺服器上運作之外也同樣採用了wiki軟體。
2015年，維基百科開始採用HTTPS。
2020年9月，维基百科的桌面整体外观十年来首次迎来改变（Vector 2022）。此前推出的皮膚有Monobook（2004年至2010年默認皮膚）、Timeless ，此外還有適用于移动设备的皮肤Minerva。

### 問題浮現
然而隨著維基百科影響力的快速擴展，許多來自其他語言版本的用戶發覺英語維基百科仍然在整個維基百科計畫中擁有了絕大多數的掌控權；同時維基百科計畫的高層也遲遲沒有宣布是否有引進商業廣告的可能性，甚至作為創始人的桑格也擔憂未來維基百科可能會添加網頁廣告（Web banner）。到了2002年2月，西班牙語維基百科用戶「Edgar Enyedy」決定自行帶領一些同樣十分活躍於維基百科的編輯者，另外在西班牙當地創建了另一個名叫自由百科的網路百科全書，而網站系統同樣也同樣是採用可以自由編輯的MediaWiki軟體。原本西班牙當地的維基用戶另外建立網站的理由是他們認為未来維基百科可能會加入商業廣告，同時西班牙使用者也會漸漸失去自己語言版本的維基百科控制權。但同年10月包括英語维基百科計畫參與者「Mav」以及其他用戶便多次嘗試重新整合2個計畫，但是自由百科的參與者經投票决定後认为除非维基百科能夠提出徹底的解決方案，否則當前仍反對2個網路百科全書重新整合；不過自由百科的用户也沒有排除於未来重新合併的可能性，並且在這次討論中表示仍希望繼續和維基百科保持聯繫。這場紛爭也引起了關於其他非英語維基百科版本其角色地位的廣泛討論，並且直接影響了許多其他語言版本維基百科的重大改革。2002年8月，吉米·威爾斯在經過這次討論之後宣布他將不會在维基百科上刊登商業廣告，同時維基百科也將網站的URL域名從「wikipedia.com」更改頂級域為.org的「wikipedia.org」。另一項改變則是在2003年6月20日時，威爾斯宣布在維基百科計畫上另外成立維基媒體基金會，同時原本在威爾斯與Bomis公司名下擺置的伺服器也移交給維基媒體基金會使用。
另外一方面，隨著維基百科的快速發展也陸續出現破壞者在訪問維基百科的同時開始大規模破壞條目內容。儘管維基百科先前便有因應這類情況制定相關規定，但是一連串針對英語維基百科首頁的破壞使得最終社群決定引進「保護」功能，以確保只有擁有權限的管理員能夠修改。另外雖然在一般條目部分通常這些破壞舉動往往都能很快由其他维基用戶修復，但是早期便有一些維基百科用戶因為其舉動而遭到封禁。例如在2002年3月，英語維基註冊用戶「24.150.61.63 （页面存档备份，存于）」開始在英語維基百科上發表許多立場極偏左翼的文章，而在稍後的許多討論中陸續發生嚴重的人身攻擊情況，最終使得吉米·威爾斯在2002年4月決定禁止其繼續以此帳戶編輯維基百科，這也是維基百科首次採納只允許用戶繼續瀏覽維基百科的作法。其他還有像另一名同樣於德國歷史相關條目中發表許多親右翼觀點的資訊，且多次引起爭論的用户「Helga」則是在2002年9月也被禁止繼續編輯維基百科。

### 成長漸緩

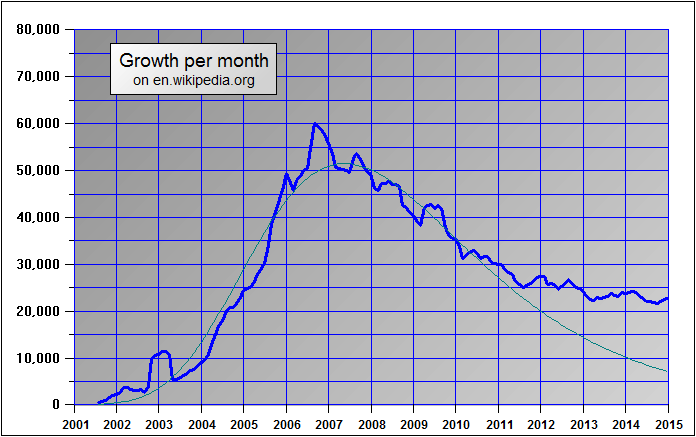
英語維基百科創建數量之數據圖

隨著時間的過去各個語言版本的维基百科無論是在條目數量或者是貢獻者人數上都有所增長，以英語維基百科為例這一增長的情況於2007年初達到頂峰，並在2009年8月17日達到條目數量超過300萬篇的紀錄。然而根據統計在2006年時平均每天會增加大約1,800篇條目，但是到了2010年時條目每天創建平均數量則下降到近1,000左右。帕羅奧多研究中心經過分析認為英語維基百科條目數量增長速度的減緩，原因在於新增條目的內容往往並非由新進的維基百科註冊用戶創建，同時維基百科相較於過去也增加不少和創建條目有關的規定。其他看法則認為文章創建速度漸趨平緩成長是一個自然現象，因為絕大多數值得創建的條目（標題）多已經被先前的維基百科用戶創建，同時在內容編輯上也較其他條目還要來得完善許多。
但是在另一方面，2009年11月位於馬德里的胡安·卡洛斯一世大學（King Juan Carlos University）研究員發現與同年初前3個月相比，英語維基百科在編輯次數上也整整少了49,000次。相比之下以同樣的比較方式顯示，在2008年時同一時間的所缺少的編輯次數則只有了4,900次左右。對此《華爾街日報》報導表示：「過去數百萬名參與創建、編輯和維護（維基百科）的網路志願者陸陸續續離開。」同時在文章之中也提到之所以編輯次數快速減少的原因之一在於維基百科用戶之間對於彼此的編輯作法與條目觀點不合所導致的結果。不過2009年吉米·威爾斯在被問到這些問題時否認維基百科的編輯次數正在快速減少，並質疑研究團隊其調查方式是否有所疏失。但到了2011年時，威爾斯坦承維基百科在編輯次數上的確有所減少，他表示所謂的次數減少是指「2010年6月時有超過36,000多次的編輯記錄，到了2011年6月時則稍微降到大約35,800次的水準」。不過在同一次採訪之中，他亦聲稱維基百科在編輯次數這方面仍然是「穩定且持續性的發展」。

### 衰落
根据2014年8月的报道，维基百科至少有80000名编辑。但是在2013年，维基百科编辑者數量相較於2007年缩小了三分之一。Tom Simonite在2013年报告了一次显著的英文维基编辑者数目下降事件，他说：“在2007年编辑达到51000人以上的峰值后，活跃编辑数目就一直在下降......只有31000人可以在这个刚过去的夏季（2013）被称作活跃编辑。”许多的解释被提出以解释这一现象。其中一种可能的解释是有用户因为不佳的体验而离开。Eric Goldman提出的另一种解释是，有些编辑不遵循维基百科的一些程序或惯例，例如在讨论页面下签名，无疑指出了他们只是一些维基百科中的“门外汉”，这就增加了他们的贡献被“内行人”作为攻击对象或是被打折扣的可能性。 成为“内行人”需要一些不那么平凡的事情：贡献者要建立一个用户页，学习维基百科专用的代码，向那些复杂而有争议的程序屈服，并且要学习“复杂的带着大量小众内容的文化”。 那些不注册登陆的编辑有时被视为维基百科的二等公民，但實際上所有的参与者都是维基社区的成员，他們有特定的兴趣，並且能在持续参与編輯的基础上保證条目的质量。

### 影響增加

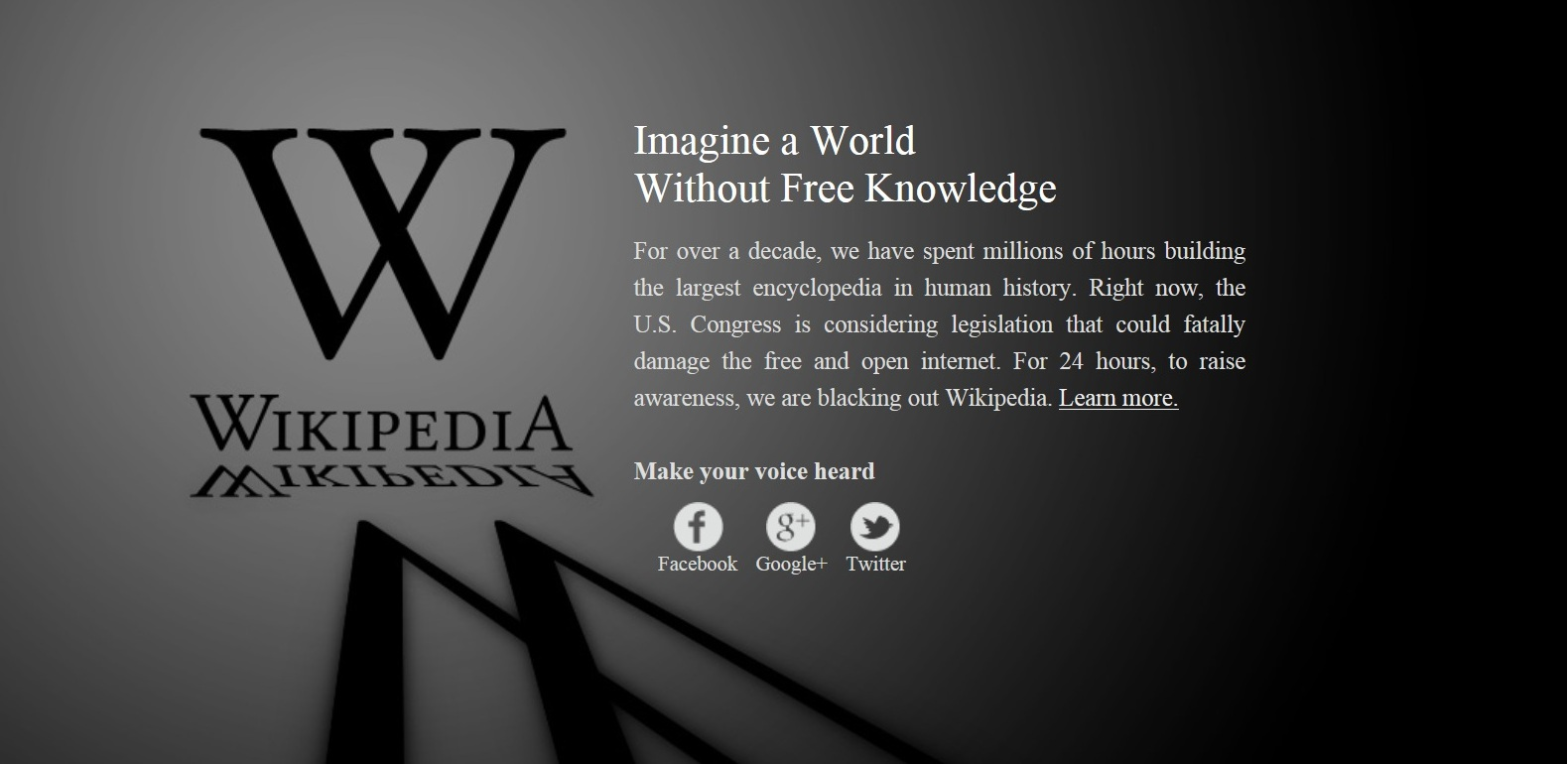
2012年1月18日，英語維基百科首次作出藉由關閉網站24小時以抗議《禁止網路盜版法案》的決定

2007年1月時，維基百科首次進入美國當地最受歡迎的網站前十名行列之中。根據comScore公司的統計，當年維基百科以4,290萬次瀏覽紀錄排名第九名，並首次超過了排名第十名的《紐約時報》以及排名第十一名的蘋果公司。這項數據也意味著維基百科在使用人數上的快速增加，相互比較在2006年1月當時維基百科則僅以18.3萬名瀏覽次數排名第三十三名之譜。到了2012年5月，根據Alexa Internet的統計數字維基百科是全球排名第六名的最流行之網站，平均每個月在美國當地便有將近2.7億的瀏覽次數，而每個月維基百科平均有將近12億的瀏覽紀錄。
隨著瀏覽人數的增加，維基百科對於社會的影響力也漸趨增加。2012年1月18日，英語維基百科決定針對尚在美國國會討論的《保護知識產權法案》與《禁止網路盜版法案》這2個草案採取關閉網站24小時的方式表達反對意見，之後在其他語言版本的維基百科上也出現一系列反對法案通過的聲明。在關閉網站的當天，全世界有超過162萬人從暫時取代維基百科首頁的聲明通告之中瀏覽了英語維基百科對此次事件的說法。

## 重要事件

### 封锁

#### 中华人民共和国
从2004年6月开始，维基媒体在中国大陆经历了数次封锁。2019年4月23日起，维基百科全站（*.wikipedia.org）在中国大陆被防火长城彻底封锁。维基百科首页及所有语言版本均无法正常访问，屏蔽方式为DNS污染，并于4月24日新增SNI阻断方式封锁。2020年5月起，位于新加坡的维基媒体基金会服务器的IPv4地址（103.102.166.224）遭到封锁。至此，维基媒体基金会的全部项目在中国大陆地区的IPv4访问几乎被完全屏蔽。

#### 英国
2008年12月5日，英国用户遭遇封锁。英國民间组织的网络观察基金会（IWF），把维基百科的「Virgin Killer」条目列入了黑名单。因为英文维基百科的这个条目合理使用了专辑的初始封面，所以英国六家主要互联网服务供应商开始封杀维基百科的这个条目，禁止浏览。对维基百科的封锁引起了很大的争议，IWF两天后同意将网站从黑名单移除，封锁随之解除。

#### 土耳其
2017年4月29日，土耳其政府封鎖了該國維基百科的所有語言版本。直至2019年12月26日，土耳其憲法法院裁定土耳其政府對維基百科的封鎖侵犯了公民的言論自由，土耳其政府才於2020年1月15日解除了對維基百科的封鎖。